# Ligne de Sens à Nogent-sur-Seine et Raccordement de Saint-Maurice-aux-Riches-Hommes à Villeneuve-l'Archevêque
La ligne de Sens à Nogent-sur-Seine et l'embranchement de Saint-Maurice-aux-Riches-Hommes à Villeneuve-l'Archevêque étaient des lignes de chemin de fer secondaire à voie métrique, situées dans les départements de l'Yonne et de l'Aube.
Longueur de chaque tronçon :
- Sens - Saint-Maurice-aux-Riches-Hommes : 32 km
- Saint-Maurice-aux-Riches-Hommes - Nogent-sur-Seine : 25 km
- Saint-Maurice-aux-Riches-Hommes - Villeneuve-l'Archevêque : 14 km

## Construction
Le projet initial, lancé par le Conseil général en 1907, prévoit de relier Sens à Nogent-sur-Seine, avec un embranchement rejoignant Villeneuve-l'Archevêque depuis Saint-Maurice-aux-Riches-Hommes.
L'implantation de ce chemin de fer visait à désenclaver la frange sud de la Champagne pouilleuse en amenant aux bourgs les voyageurs et les marchandises les jours de foire ou de marché.
Au début de l'année 1914, les travaux sont très avancés, le matériel roulant est approvisionné, le concessionnaire désigné est la Compagnie des Chemins de fer de l’Yonne (CFY). 
La section Sens Saint-Maurice-aux-Riches-Hommes est  pratiquement terminée, quand le 3 août 1914 l'Allemagne déclare la guerre à la France. 
Cette portion de ligne, inaugurée avant l’heure, est utilisée pour le transport de troupes, mais en 1919, les voies sont démontées et le matériel réquisitionné pour des besoins militaires.
En 1923, la CFY qui connaît de graves difficultés financières, est mise en liquidation. Le département rachète le réseau et en confie l’exploitation à la CFD sous le régime de l’affermage.
En 1925, la section Sens - Saint-Maurice - Villeneuve-l’Archevêque est reconstruite. À partir du 21 septembre, la desserte ferroviaire de cette ligne comprend un train par jour dans chaque sens. 

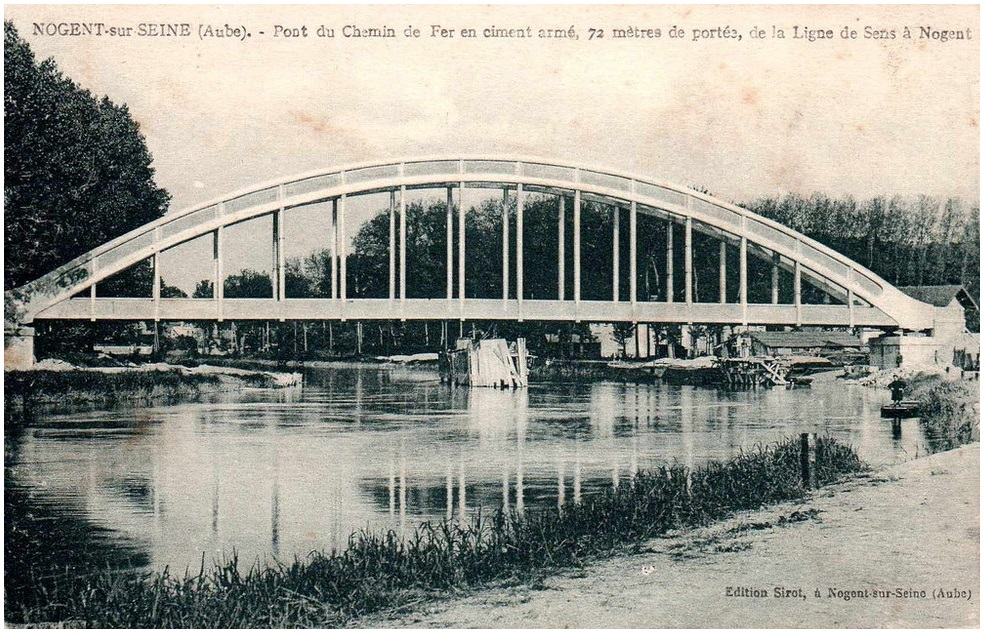
Le pont de Nogent-sur-Seine.

La section de Saint-Maurice à Nogent-sur-Seine est exploitée en antenne avec un terminus provisoire établi sur la rive gauche du fleuve aux abords de Nogent jusqu'à l'achèvement tardif de la construction du pont sur la Seine en 1928,.  
À son extrémité ouest, la voie s'arrêtait à la station Sens-Ville, le long de l'actuel boulevard de Verdun à Sens. Il avait été initialement prévu de rejoindre la gare CFD de Sens de l'autre côté de l'Yonne, à proximité de la gare de la Compagnie des chemins de fer de Paris à Lyon et à la Méditerranée. Plusieurs projets de prolongement furent proposés mais aucun ne sera réalisé et la ligne prit ainsi son terminus au milieu d'une zone alors non urbanisée.
Par contre, à Nogent-sur-Seine et à Villeneuve-l'Archevêque la ligne se terminait dans les gares du réseau de la compagnie de l'Est, ce qui permettait des commodités de transbordement.
Il existait également un embranchement particulier pour le domaine de Vauluisant.
Un embranchement de la ligne vers Sergines et Bray-sur-Seine, au niveau de Gisy-les-Nobles, a été initialement envisagé. Cette perspective d'évolution du réseau influa peut-être sur le choix du tracé de la ligne, qui forme un coude à cet endroit.
En définitive, le réseau à voie métrique du nord-Sénonais, formé des lignes Sens - Nogent-sur-Seine et Saint-Maurice - Villeneuve-l'Archevêque restera isolé, sans être relié à un autre réseau de chemin de fer à voie métrique.

## Exploitation
A la mise en service provisoire le 21 septembre 1925, un autorail Renault RS1 assure le trafic entre Sens et Villeneuve l’Archevêque avec un AR par jour.
À compter de 1926 des trains à vapeur marchandises circulent sur demande pour le transport d’engrais ou des betteraves jusqu’à Nogent rive gauche, le pont sur la Seine étant encore en construction. Des trains spéciaux de voyageurs sont affrétés pour la foire de Sens. 
Puis en juillet 1927, après l’acquisition d’un 2ème autorail Renault NF, les 2 automotrices Renault sont affectées à la section St Maurice ARH-Villeneuve l’Archevêque. Les sections Sens –St Maurice ARH et St Maurice ARH-Nogent rive gauche  sont desservis par des trains vapeurs mixtes.
A la mise en service totale en juin 1928, après l’inauguration du pont sur la Seine, les trains circulent jusqu’à la nouvelle gare terminus de Nogent. Il n’y aura jamais plus de 2 AR par jour sur chaque section.

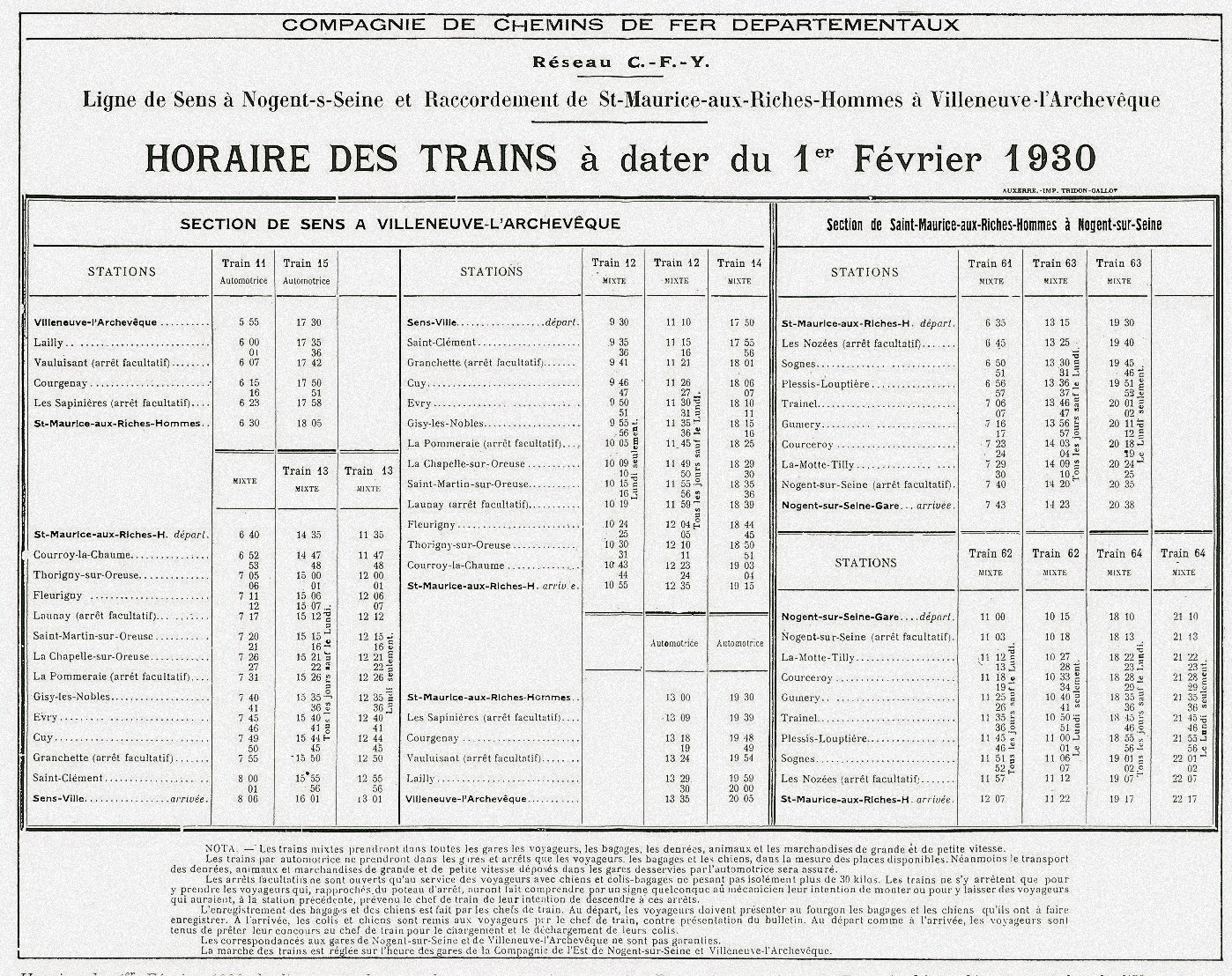
Tableau des horaires de 1930.

A la lecture des horaires de 1930, on constate que chacune des sections de la ligne dont St Maurice ARH  est le cœur, fonctionne en antenne autonome. Il y a 2 AR par jour pour chacune, mais les horaires de chaque tronçon sont souvent établis sans recherche de correspondance entre eux. Il est évident que les horaires répondent à des préoccupations locales avec l’attirance d’un côté vers Nogent sur Seine et de l’autre vers Sens, mais pas pour une desserte directe Sens-Nogent sur Seine et inversement. De même Villeneuve l’Archevêque est desservi par une ligne de la Compagnie des chemins de fer de l'Est pour rejoindre Sens et il n’y a donc aucun intérêt pour une correspondance vers cette même ville.
En 1933, le Conseil général de l’Yonne abandonne le trafic ferroviaire au profit de la route entre Sens St Maurice ARH et Villeneuve l’Archevêque. Il se sépare de ces 2 autorails Renault qu’il réaffecte sur les ligne de Sens à Égreville et ligne de Joigny à Auxerre. A charge au conseil général de l’Aube d’acheter 2 autres autorails d’occasion De Dion Bouton.
La section de St Maurice ARH à Nogent-sur-Seine perdure jusqu'en 1938. Par contre le trafic marchandise, sur cette section est interrompu le 1er janvier 1935. 
Le trafic de cette ligne cesse définitivement le 1er janvier 1939.

## Matériel

### Matériel moteur
Quatre locomotives ont circulé régulièrement sur le réseau :
- la Corpet-Louvet 130 T n°43 de 22 tonnes
- la Corpet-Louvet 030 T n°27 de 17 tonnes
- la Pinguely 030 T n°2 de 17 tonnes
- et enfin une autre machine 030 T Pinguely de 17 tonnes.

La Corpet-Louvet n°43 est transférée à Laroche en 1933 alors que les machines n°2 et 27 étaient toujours stationnées à Saint-Maurice en 1939.
Destinés au trafic des voyageurs, deux autorails ont circulé sur le réseau nord-Sénonais :
- une automotrice Renault-Scemia type RS1 à deux postes de conduite  [6].
- une automotrice Renault type NF à un seul poste de conduite et non retournable [7].

Ces engins seront transférés à la compagnie de chemins de fer départementaux (CFD) du sud de l'Yonne en 1933.
Pour la desserte de la section Saint-Maurice - Nogent-sur-Seine à partir de 1933, deux autorails De Dion-Bouton JB2 sont acquis aux Tramways de l'Aude par l'intermédiaire de la Société Wolf à Paris (qui aurait récupéré en paiement la quatrième locomotive à vapeur Pinguely sus-citée.)

Les locomotives vapeur
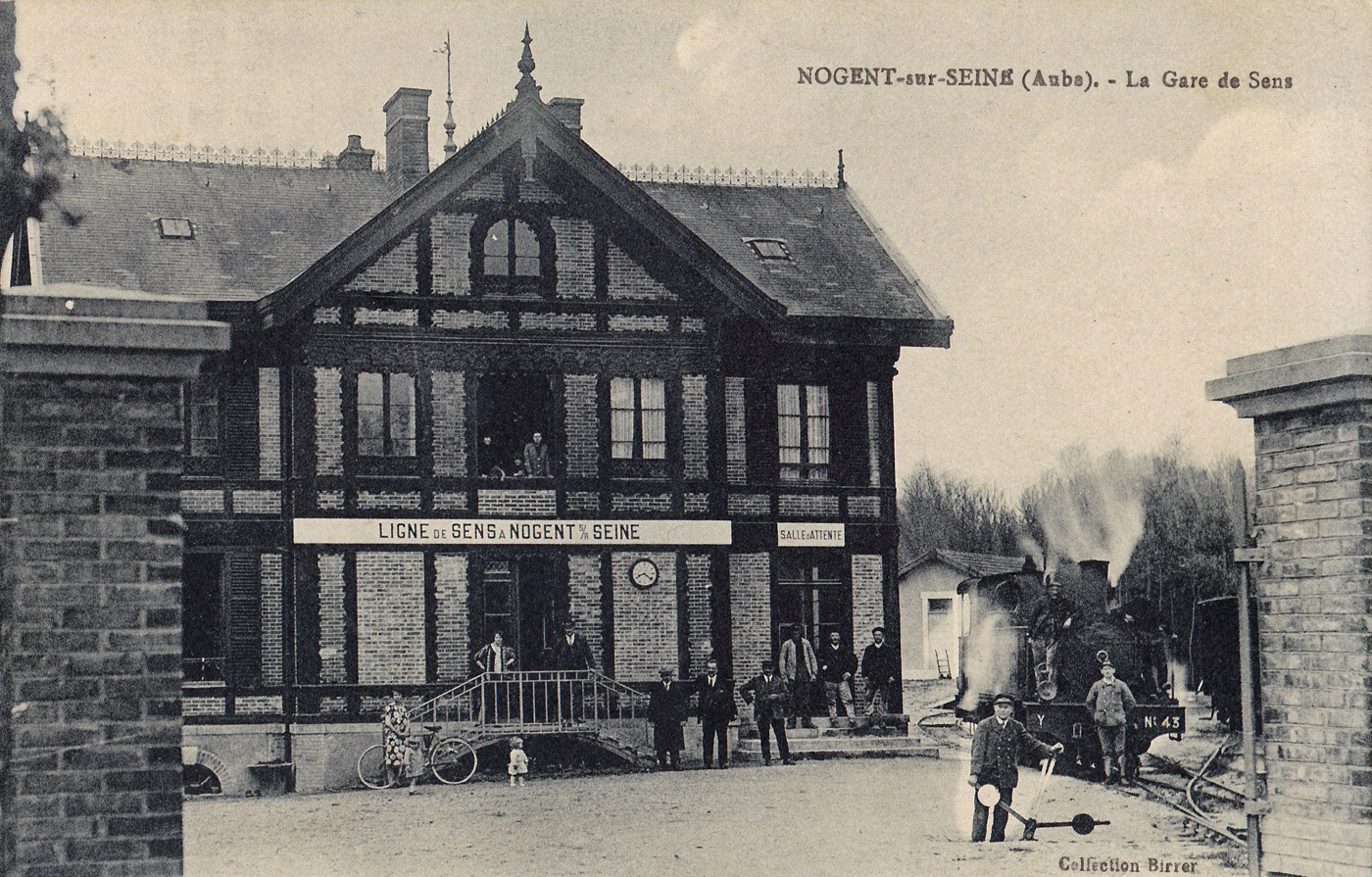
Corpet-Louvet 130 T n°43 en gare de Nogent-sur-Seine.
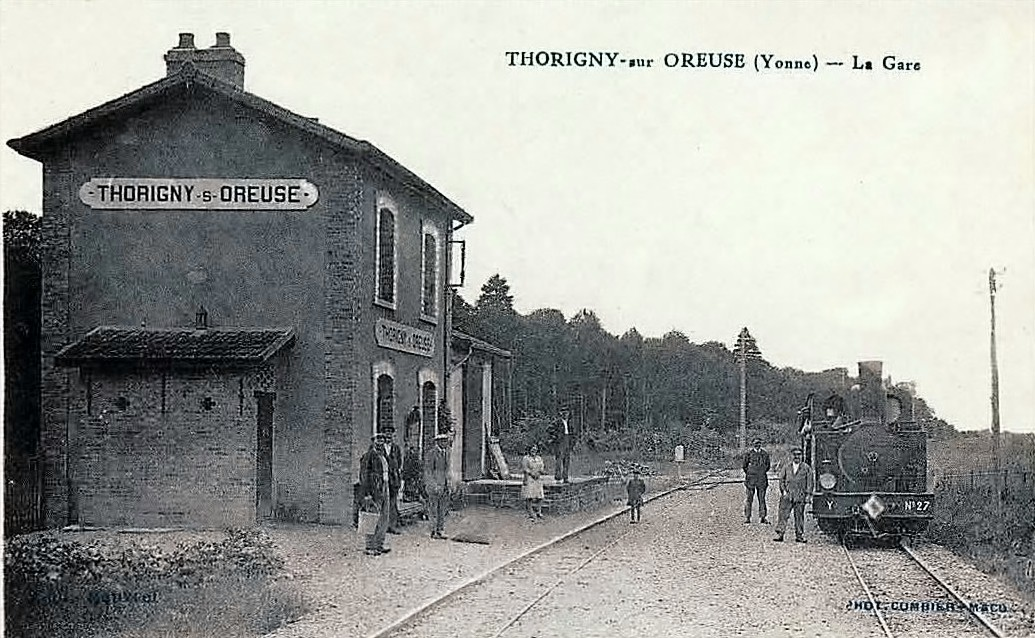
Corpet-Louvet 030 T n°27 en gare de Thorigny-sur-Oreuse.

Les automotrices Renault
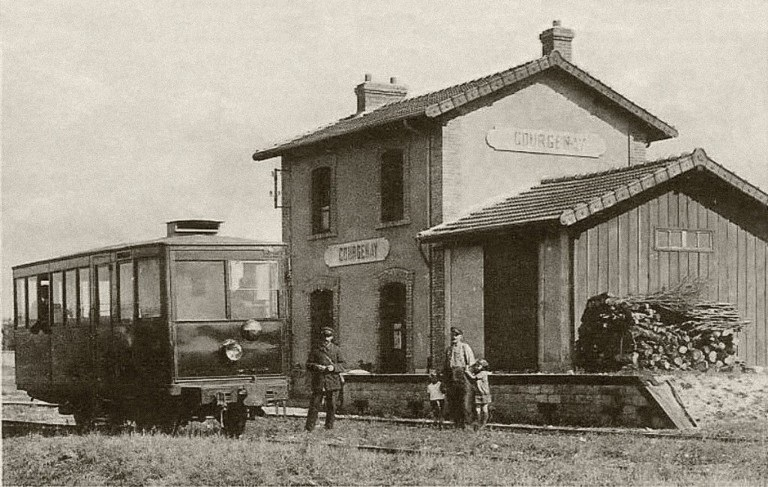
Automotrice Renault NF en gare de Courgenay.
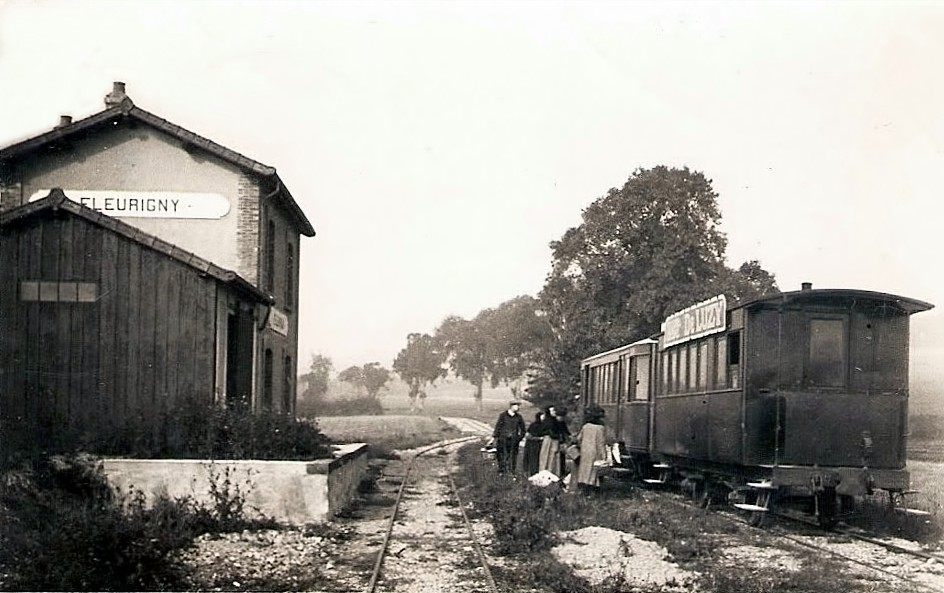
Automotrice Renault RS1 en gare de Fleurigny tractant une voiture voyageur.

### Matériel remorqué
Le parc se composait de 14 voitures à voyageurs à 2 essieux, de 38 wagons à marchandises de types divers et de 2 wagons-grue.

## Infrastructures

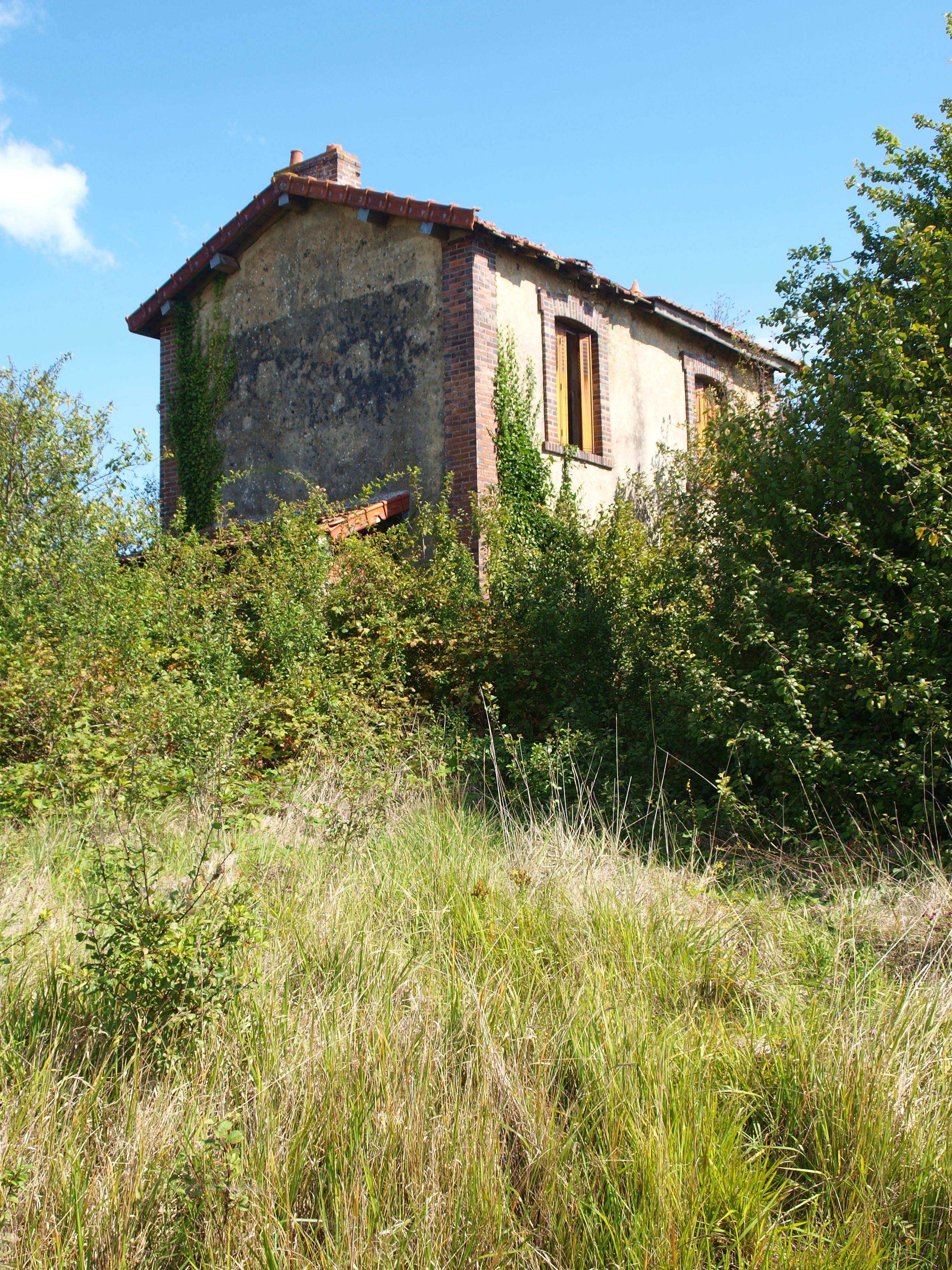
Gare de Courroy-La Chaume, très délabrée.

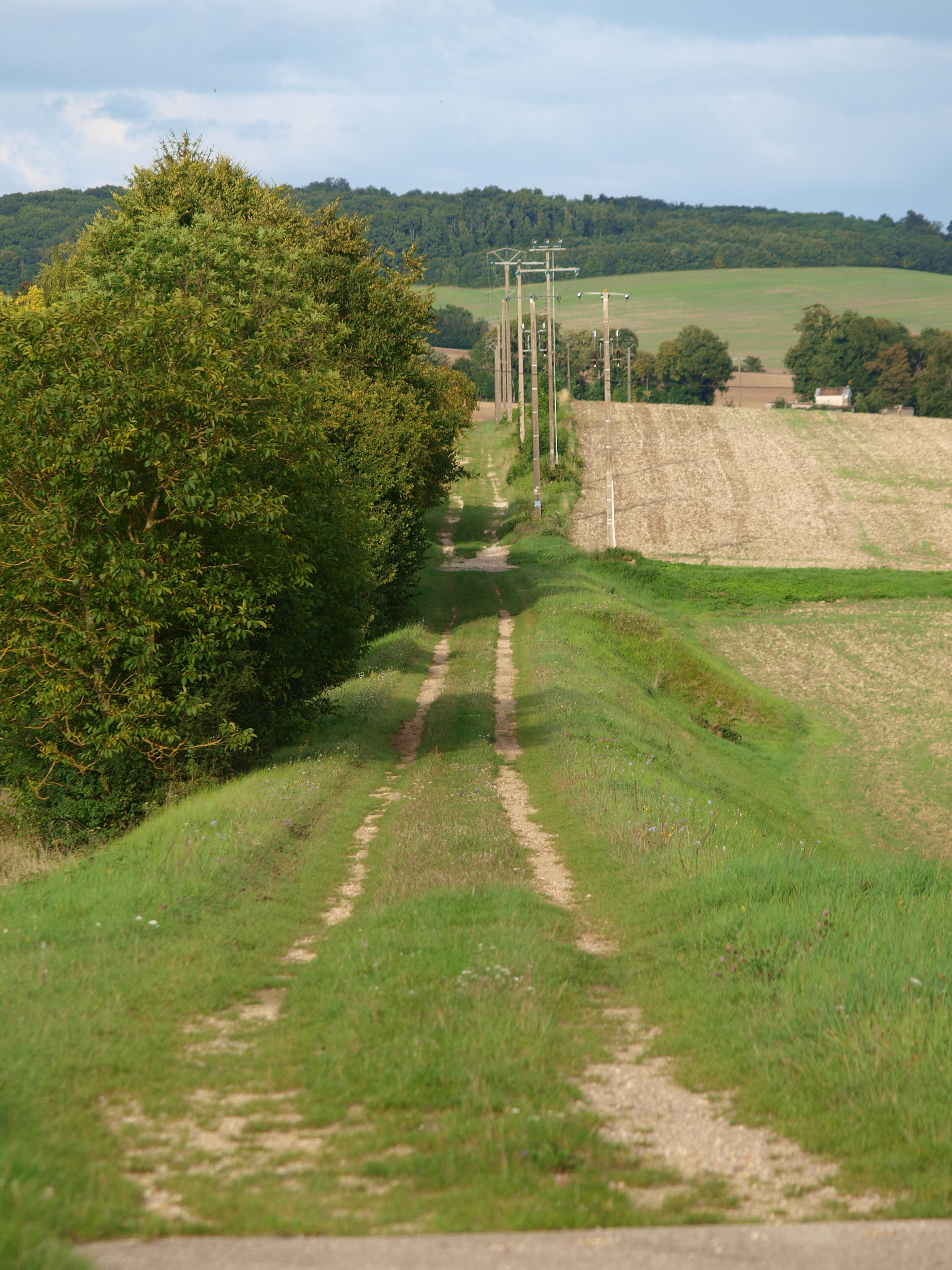
Tracé de la voie à Saint-Martin-sur-Oreuse.

Au printemps 1940, au cours de leur retraite, les troupes françaises font exploser le pont sur la Seine à Nogent-sur-Seine. Il ne sera jamais réparé.
Dès le début de l'occupation, la gare de Saint-Maurice-aux-Riches-Hommes et ses débords sont transformés en camp de détention pour nomades.
En 1943, la majeure partie de la voie est déposée et les rails sont récupérés par l'Organisation Todt.
Après-guerre, les remembrements successifs des parcelles agricoles et l'urbanisation (surtout aux abords des terminus de Sens et de Nogent-sur-Seine) feront disparaitre progressivement l'emprise ferroviaire.
Pourtant, au début du XXIe siècle subsistent encore de nombreux vestiges du réseau à voie métrique du nord-Sénonais. Les bâtiments voyageurs n'ont pas été démolis et servent d'habitations. Bien souvent, le château d'eau attenant a été conservé. La gare, abandonnée, de Courroy-La Chaume peut être visitée librement. 
L'emprise de la voie est encore nettement visible sur de longues sections comme le long de la départementale entre Thorigny-sur-Oreuse et Saint-Maurice-aux-Riches-Hommes. Par endroits, c'est un chemin vicinal qui emprunte la plate-forme de l'ancienne voie (vallée de l'Oreuse, forêt de Lancy, etc.). On peut également voir un pont enjambant un fossé au lieu-dit Les Basses Selles, près de Fleurigny.
Le passage à niveau de la gare de Courgenay est encore visible, on voit un coupon de rails traverser la route, noyé dans plusieurs couches de bitume.
Dans la cour de la ferme de Vauluisant subsistent plusieurs vestiges de l'embranchement ferroviaire qui desservait le site. Les voies ferrées ont été déposées au cours des années 50/60 par le père de l'actuelle propriétaire, mais il reste un pont à bascule au milieu de la cour, et au sud, le quai de chargement visuellement bien préservé et quelques morceaux de rails indiquent la direction du raccordement avec la voie principale côté Villeneuve-l'Archevêque.
D'après l'actuelle propriétaire du lieu, il y aurait eu en plus une voie en impasse longeant l'actuel bâtiment de réception (qui était alors une grange de stockage à betteraves) mais il n'en reste plus de traces.